# چاه چاله‌ای
چاه چاله‌ای یا چاه ژاله‌ای روستایی در دهستان بندان بخش مرکزی شهرستان نهبندان استان خراسان جنوبی ایران است. بر پایه سرشماری عمومی نفوس و مسکن در سال ۱۳۹۰ جمعیت این روستا ۸۰ نفر (در ۱۷ خانوار) بوده است.